# Olympia Nicodemi
Pour les articles homonymes, voir Nicodemi.
Olympia E. Nicodemi est une mathématicienne et enseignante de mathématiques américaine dont les intérêts de recherche vont des ondelettes à l'histoire des mathématiques. Elle est professeure distinguée d'enseignement des mathématiques à l'université d'État de New York à Geneseo (en).

## Carrière et publications
Nicodemi fait ses études de premier cycle à l'université de New York et termine son doctorat à l'université de Rochester, sous la direction de David Donald Prill. Elle rejoint la faculté de SUNY Geneseo en 1981. Elle est l'auteure de Discrete Mathematics: A Bridge to Computer Science and Advanced Mathematics (West Publishing, 1987) et An Introduction to Abstract Algebra: With Notes to the Future Teacher (avec Melissa A. Sutherland et Gary W. Towsley, Pearson, 2007).  

## Prix et distinctions
Nicodemi est lauréate en 2004 du prix Haimo, un prix décerné par la Mathematical Association of America à des professeurs de mathématiques exceptionnels dont l'efficacité s'étend au-delà de leurs propres campus. Le prix a notamment cité son rôle dans la croissance du nombre d'étudiants en mathématiques sur son campus, dont environ les deux-tiers étaient des femmes.  